# Коростышевский район
Коросты́шевский райо́н (укр. Коростишівський район) — упразднённая административная единица на юго-востоке Житомирской области Украины. Административный центр — город Коростышев.

## География
Площадь — 974 км².
Основная река — Тетерев.

## История
17 июля 2020 года в результате административно-территориальной реформы район вошёл в состав Житомирского района.

## Демография
Население района составляет 43 238 тыс. человек (данные 2001 г.), в том числе в городских условиях проживают около 25 735 тыс. Всего насчитывается 64 населённых пункта, в том числе городов — 1, сел — 63.

## Административное устройство
Количество советов:
- городских — 1
- поселковых — 0
- сельских — 22

Количество населённых пунктов:
- городов районного значения — 1
- посёлков городского типа — 0
- сёл — 63
- посёлков сельского типа — 0

## Экономика
Широко развито гранитное производство.
Есть залежи бурого угля.

## Транспорт
Автобусы

## Культура
Костел Різдва Пресвятої Діви Марії (Коростишів, вул. Дарбин'яна, 9).

## Известные люди

### В районе родились
- Кармалюк, Павел Петрович  (1907/08—1986) — оперный певец, народный артист СССР (1960)